# 848년

## 연호
- 당(唐) 대중(大中) 2년
- 일본(日本) 조와(承和) 15년 / 가쇼(嘉祥) 원년

## 기년
- 당(唐) 선종(宣宗) 2년
- 신라(新羅) 문성왕(文聖王) 10년
- 발해(渤海) 대이진(大彝震) 19년